# What's Happened to Your Love?
What's Happened to Your Love? è un singolo del duo musicale lituano Linas & Simona, pubblicato nel 2004 ed estratto dall'album in studio I Love U.
Il brano ha vinto Nacionalinis finalas 2004, guadagnando il diritto di rappresentare la Lituania all'Eurovision Song Contest 2004 a Istanbul. Qui Linas & Simona si sono piazzati al 16º posto su 22 partecipanti con 26 punti totalizzati nella semifinale, non accedendo alla finale.

## Tracce
Testi e musiche di Michalis Antoniou, Linas Adomaitis e Camden-MS.
1. What's Happened to Your Love? (versione originale)
2. What's Happened to Your Love? (Sunshine Mix)
3. What's Happened to Your Love? (Broken Mix)
4. Interlude
5. What's Happened to Your Love? (Bedroom Version)
6. Cassta Miquella (Radio Edit)
7. Cassta Miquella (Extended Mix)

I contenuti multimediali dell'Enhanced CD includono tre sfondi per desktop, il video musicale del brano e informazioni online sul duo.